# Kōji Tsujitani
Kōji Tsujitani (辻谷 耕史, Tsujitani Kōji) né le 26 avril 1962 à Kodaira et mort le 17 octobre 2018 à Tokyo,, est un seiyū japonais crédité pour avoir doublé de nombreux personnages d'anime et de jeux vidéo. 
Kōji Tsujitani est affilié à Sigma Seven. 
Il est marié avec Kumiko Watanabe (en).

## Filmographie
(mars 2016).
- 3x3 eyes (Yakumo)
- Blood+ (Solomon)
- Bola Kampung (en) (Iskandar)
- Bondage Queen Kate (Smith)
- The Brave Fighter of Sun Fighbird (en) (Guard Rescue)
- Code:Breaker (Goutoku Sakurakouji)
- Escaflowne (Jajuka)
- Eureka Seven (Dewey Novak)
- Genocyber (Ryuu)
- Grander Musashi (Sugeru)
- Guardian of the Sacred Spirit (Tanda)
- Hajime no Ippo (Ryuichi Hayami)
- InuYasha (Miroku)
- Irresponsible Captain Tylor (Tylor)
- Maburaho (Akai Haruaki)
- Mighty Morphin Power Rangers (Adam Park)
- Mobile Suit Gundam 0080 : War in the Pocket (Bernard Wiseman)
- Mobile Suit Gundam F91 (Seabook Arno)
- My Sexual Harassment (en) series 1 (Youhei Fujita)
- Nurarihyon no Mago (Hihi)
- Otaku no Video (Ken Kubo)
- Ranma ½ (Hiroshi, Tatewaki Kuno (2e voix temporaire et OAV 13), Yasukichi, Crepe King, et Sotatsu)
- RG Veda (Ten-oh)
- Salamander (Dan)
- Sengoku Basara (Azai Nagamasa)
- Slam Dunk (Kenji Fujima)
- Video Girl Ai (Takashi Niimai)
- Violinist of Hameln (Raiel)
- YuYu Hakusho (Itsuki)

### Drama CD
- Kami-sama wa Ijiwaru Janai (Yuuya Hoshino)
- Katsuai series 2: Bakuren (Yoshiki Takatou)
- Koikina Yatsura 1 - 3 & side story (Mizuki Seo)
- Mirage of Blaze (en) series 2: Saiai no Anata he (Nobutsuna Naoe)
- My Sexual Harassment (en) series 1 (Youhei Fujita)
- Okane ga nai series 3: Kawaige Nai (Misao Kuba)
- Okane ga nai series 4: Okane ja Kaenai (Misao Kuba)
- Pearl series 1: Ijiwaru na Pearl (Tomoaki Matsumiya)
- Pearl series 2: Yokubari na Pearl (Tomoaki Matsumiya)
- Pearl series 3: Wagamama na Pearl (Tomoaki Matsumiya)
- Pearl series 4: Kimagure na Pearl (Tomoaki Matsumiya)

### Anime CD
- Kouji Tsujitani feat. Houko Kuwashima and Kumiko Watanabe in 風のなかへ - Into the Wind (Kaze no Naka e)